# Lista över dryckeskärl
Detta är en lista över olika slags dryckeskärl.

## B

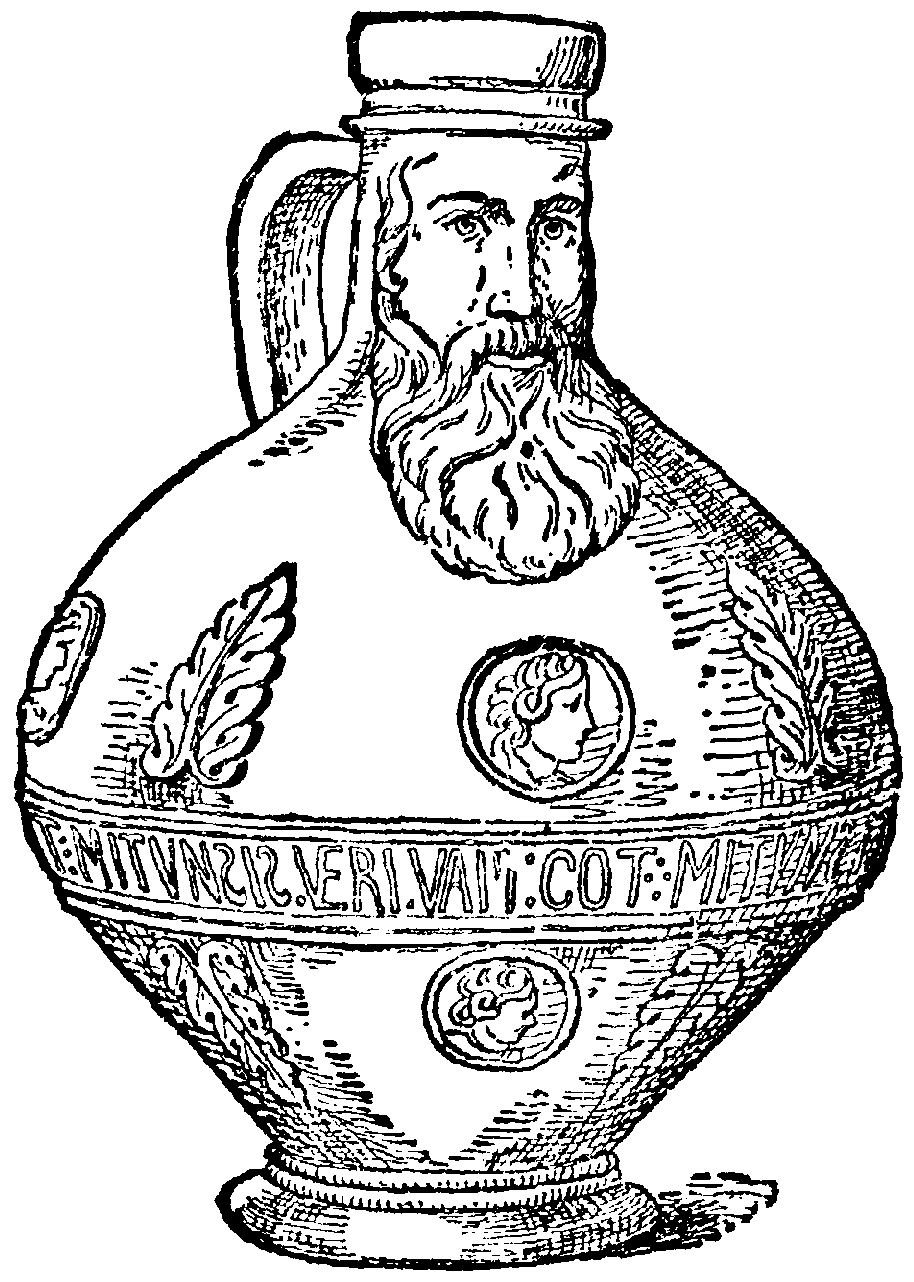
bartmännchen

- bartmannkanna
- bartmännchen
- brännvinsskål
- bulkruka
- bägare

## C
- champagneglas

## D

dryckeshorn

- dricksglas
- dryckeshorn
- dryckeskanna
- dubbelbägare

## F
- floribus

## G
- glas

## H
- Halvstop
- Helstop

## K

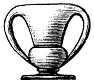
kantharos

- kaffekopp
- kantharos
- kalk
- kopp
- kristallglas
- krus
- kulhar
- kåsa

## M

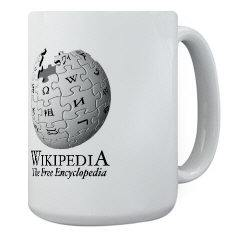
mugg

- masskrug
- mjödhorn
- mugg

## P
- passglas
- pilsnerglas
- pintglas
- pokal

## R

remmare

- remmare

## S
- schnell
- sejdel
- skyfos
- skämtkärl
- shotglas
- snapsglas
- snibbskål
- spetsglas
- stop
- stånka
- supkalk

## T

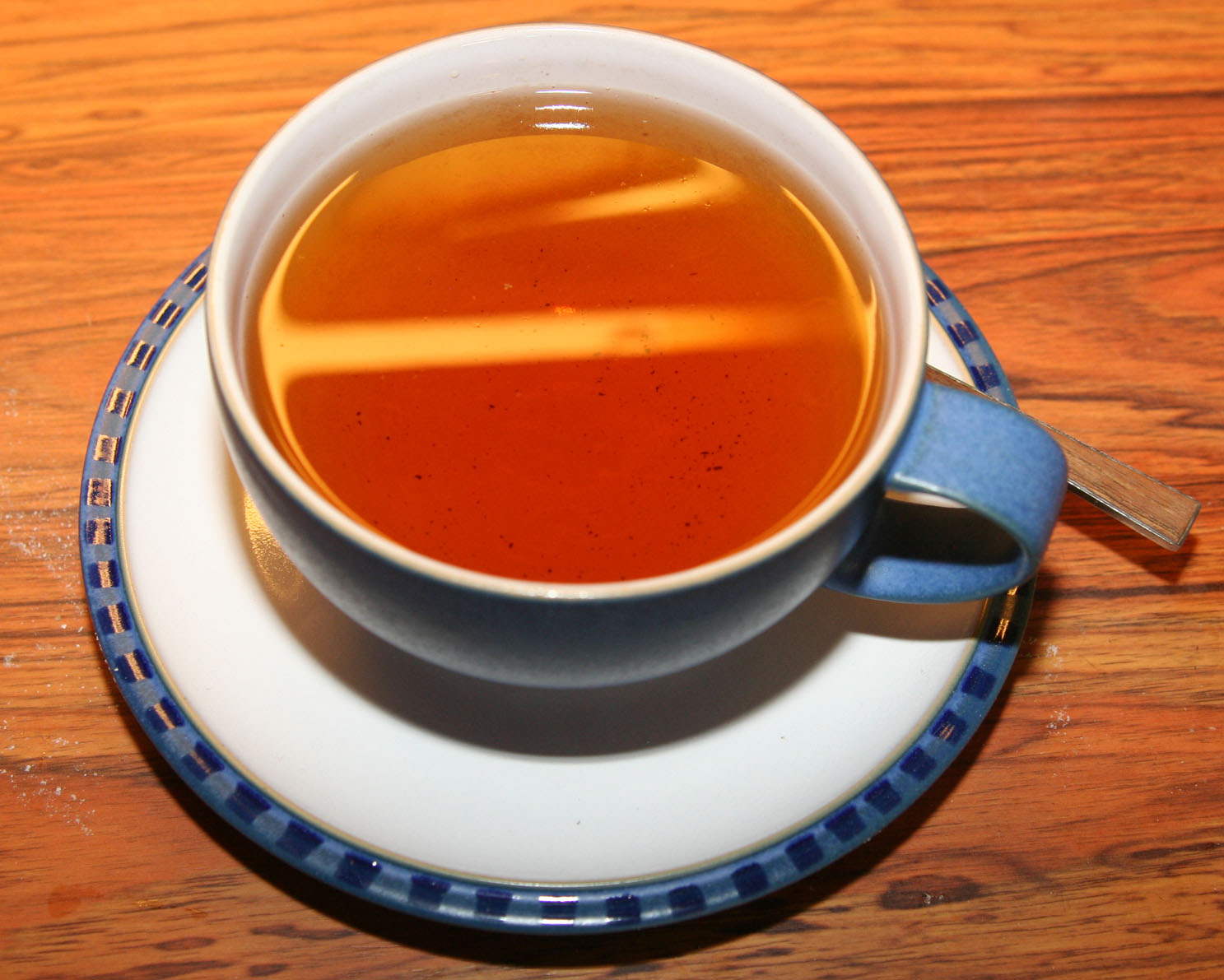
tekopp

- tekopp
- tennstop
- tumbler

## V
- vattenglas
- veteölglas
- vinglas
- vinstop

## Ö

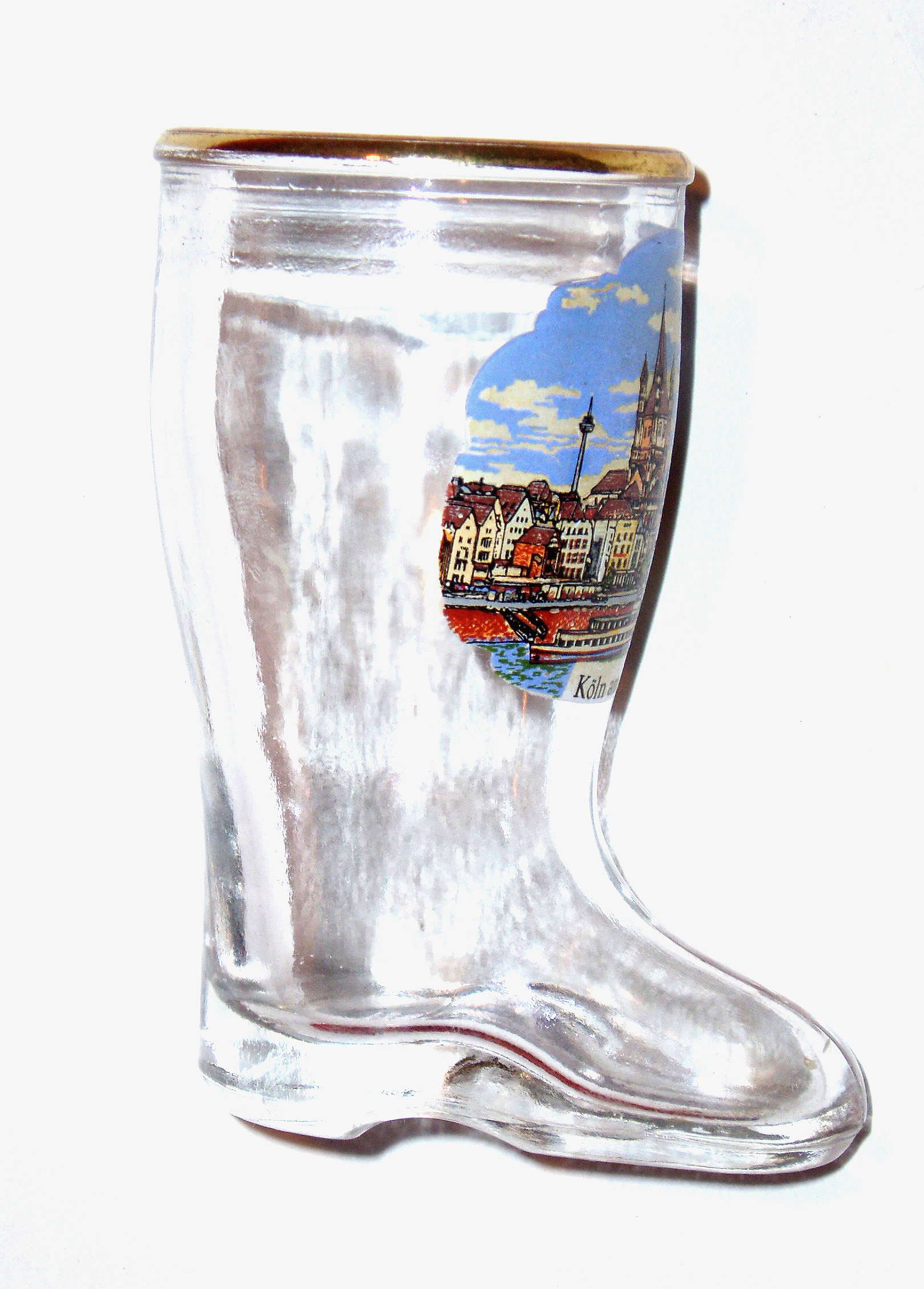
ölstövel

- ölglas
- ölkanna
- ölmugg
- ölsedjel
- ölstop
- ölstånka
- ölstövel